# Lista de deputados estaduais do Amapá da 2.ª legislatura
Essa é uma lista de deputados estadual do Amapá eleitos para o período 1995-1999.

## Composição das bancadas
| Partido | Líder             | Bancada | Posição      |
| ------- | ----------------- | ------- | ------------ |
| PFL     | Lucas Barreto     | 5 / 17  | Oposição     |
| PMDB    | Nelson Salomão    | 3 / 17  | Oposição     |
| PL      | Rosemiro Freire   | 3 / 17  | Independente |
| PTB     | Amiraldo Favacho  | 2 / 17  | Oposição     |
| PSB     | Janete Capiberibe | 1 / 17  | Governo      |
| PDT     | Waldez Góes       | 1 / 17  | Governo      |
| PSD     | Roberto Góes      | 1 / 17  | Oposição     |
| PT      | Hildo Fonseca     | 1 / 17  | Governo      |

## Deputados estaduais
| Número | Deputados estaduais eleitos | Partido | Votação | Percentual | Cidade onde nasceu | Unidade federativa |
| 25111  | José Miranda Coelho         | PFL     | 3.959   | 3,25%      | Macapá             | Amapá              |
| 14123  | Amiraldo da Silva Favacho   | PTB     | 3.326   | 2,73%      | Calçoene           | Amapá              |
| 15102  | Dr. Manoel Brasil           | PMDB    | 3.053   | 2,50%      | Porto Grande       | Amapá              |
| 25122  | Regildo Wanderley Salomão   | PFL     | 3.003   | 2,46%      | Ananindeua         | Pará               |
| 25130  | João Dias de Carvalho       | PFL     | 2.735   | 2,24%      | Chaves             | Pará               |
| 25113  | Lucas Barreto               | PFL     | 2.636   | 2,16%      | Macapá             | Amapá              |
| 40117  | Janete Capiberibe           | PSB     | 2.632   | 2,16%      | Amapá              | Amapá              |
| 22122  | Rosemiro Rocha Freire       | PL      | 2.472   | 2,03%      | Santana            | Amapá              |
| 12113  | Waldez Góes                 | PDT     | 2.459   | 2,02%      | Gurupá             | Pará               |
| 41111  | Roberto Góes                | PSD     | 2.407   | 1,97%      | Porto Grande       | Amapá              |
| 14114  | Paulo José Ramos (PJ)       | PTB     | 2.269   | 1,86%      | Macapá             | Amapá              |
| 22119  | Antônio Pinheiro Teles      | PL      | 2.107   | 1,73%      | Macapá             | Amapá              |
| 25121  | Francisco Milton Rodrigues  | PFL     | 2.027   | 1,66%      | Oiapoque           | Amapá              |
| 15110  | Nelson Benedito Salomão     | PMDB    | 2.001   | 1,64%      | Santarém           | Pará               |
| 15123  | Fran Soares Júnior          | PMDB    | 1.744   | 1,43%      | Mazagão            | Amapá              |
| 22299  | Roberval Picanco            | PL      | 1.706   | 1,40%      | Macapá             | Amapá              |
| 13177  | Hildo Fonseca               | PT      | 1.623   | 1,33%      | Castanhal          | Pará               |